# Benninghoven
Benninghoven è un produttore di impianti di miscelazione dell'asfalto con sede a Wittlich.

## Storia

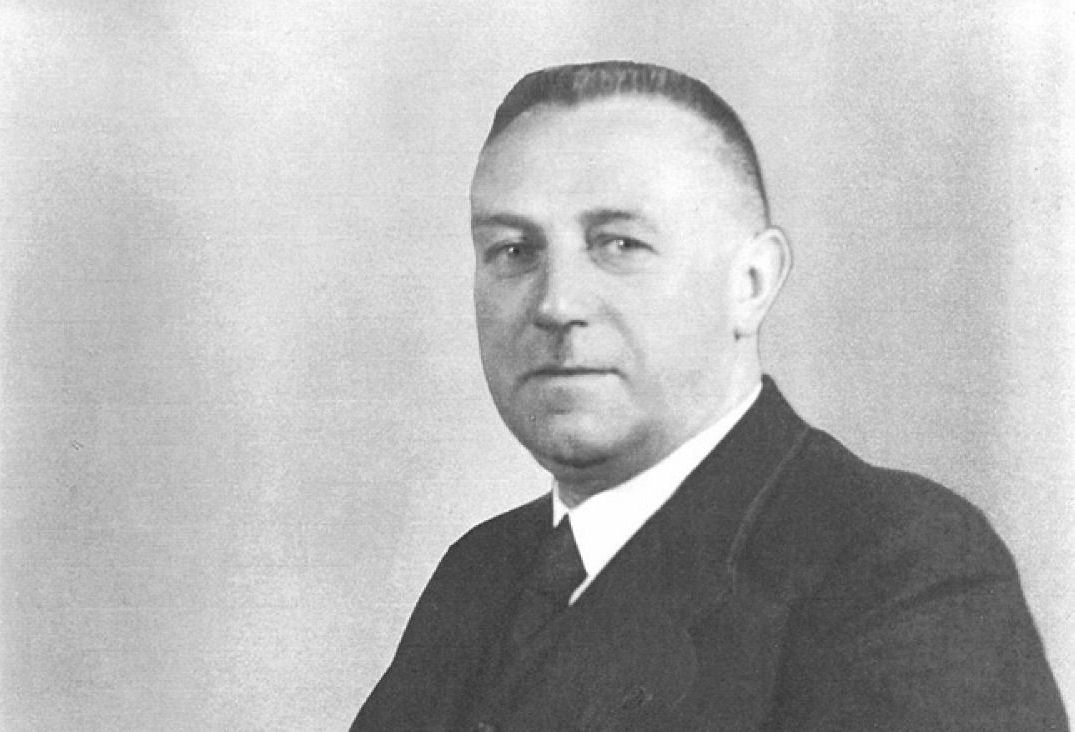
Otto Benninghoven

Otto Benninghoven iniziò a Hilden nel 1909 con un'attività per la costruzione di ingranaggi e macchine speciali. L'ingresso nella tecnologia della combustione industriale iniziò negli anni '50. Nel decennio successivo, l'industria dell'asfalto divenne sempre più importante per l'azienda. Nel 1970 si sono trasferiti in un nuovo e moderno stabilimento di produzione a Mülheim, dove è stata poi trasferita anche la sede dell'azienda.
Dal 2007 è in uso una sala per l'assemblaggio elettrico e finale di nuova costruzione e all'avanguardia. Un secondo impianto è stato mantenuto nella vicina Wittlich. È qui che hanno avuto luogo la costruzione in acciaio e l'assemblaggio delle macchine vaglianti e dei tamburi di essiccazione. Le due filiali di Berlino e Hilden sono state abbandonate a causa della struttura all'interno del gruppo Wirtgen, in quanto non erano più necessarie. A Brieselang, vicino a Berlino, la controllata al 100% FAF Fördertechnik gestisce una filiale in cui vengono gestiti i compiti di costruzione e amministrazione. In Polonia, FAF gestisce uno stabilimento di produzione in cui, oltre ai nastri trasportatori, vengono fabbricati prodotti periferici per impianti di miscelazione dell'asfalto.
Nel 2016 si è svolta la cerimonia di inaugurazione del nuovo edificio del futuro stabilimento principale di Benninghoven a Wittlich-Wengerohr. L'investimento totale per il nuovo edificio è stimato a 130 milioni di euro. Il 30 luglio 2018 è stata ufficialmente annunciata l'apertura della nuova fabbrica principale e dell'impianto di produzione di Benninghoven. Lo stabilimento principale di Mülheim an der Mosel e quello di Wittlich sono stati chiusi.
Alcune delle filiali estere in Bulgaria, Francia, Gran Bretagna, Ungheria, Lituania, Austria, Polonia, Romania, Russia e Paesi Bassi sono state chiuse o trasferite alle filiali di vendita e assistenza del Gruppo Wirtgen.
A partire dal 30 luglio 2018, Benninghoven GmbH & Co. KG ha unito i suoi siti di produzione a Wittlich e Mülheim an der Mosel a Wittlich-Wengerohr. A tale scopo è stato costruito il più moderno impianto di produzione di impianti di miscelazione dell'asfalto al mondo. L'investimento totale ammonta a oltre 130 milioni di euro.
Nel corso della semplificazione dell'azionariato all'interno del gruppo, Benninghoven GmbH & Co. KG è stata fusa in Wirtgen Mineral Technologies GmbH con effetto dal 28 maggio 2021. Le operazioni continueranno invariate presso la Wirtgen Mineral Technologies GmbH con il nome della società "BENNINGHOVEN Branch Office of Wirtgen Mineral Technologies GmbH" presso la sede di Wittlich.

## Prodotti
La gamma prodotti comprende numerosi articoli delle principali aree:
- Impianti di produzione conglomerato
- Retrofit